# Дива в Гарбузянах
«Дива в Гарбузянах» — радянський телефільм 1985 року, знятий режисером Ігорем Кобріним на студії «Укртелефільм»

## Сюжет
За мотивами однойменної повісті Всеволода Нестайка. Три хлопчики — нерозлучні друзі Сашко-Шукальник скарбів, Сашко-Академік та Сашко-Винахідник — вирішили прославити своє рідне село Гарбузяни. І в селі з'являються три казкові персонажі: Чур, Враз і Прок, які пропонують хлопцям «прославитися» завдяки чарівним зерняткам. Однак це не приносить нічого доброго ні селу, ні самим хлопцям. Багато чого їм доводиться подолати і випробувати, перш ніж вони по-справжньому усвідомлюють, що досягти успіхів можна лише чесною працею. А допомогли їм у цьому доброта односельців, їхня любов до рідної землі. І навіть Чур, Враз і Прок перевиховуються під впливом.

## У ролях
- Володя Баканін — Сашко-Шукальник скарбів
- Саша Ліщук — Сашко-Винахідник
- Максим Філенко — Сашко-Академік
- Борис Сабуров — дід Коцюба
- Алла Сергійко — Софія Іванівна
- Віктор Павлов — Макар Петрович
- Віктор Панченко — лісничий
- Юрій Глущук — Чур
- Богдан Бенюк — Прок
- Олександр Ігнатуша — Петро
- Анатолій Шлаустас — Враз

## Знімальна група
- Режисер — Ігор Кобрін
- Сценарист — Михайло Лебедєв
- Оператор — Микола Гончаренко
- Композитор — Іван Карабиць